# Coelogyne flexuosa
Coelogyne flexuosa là một loài thực vật có hoa trong họ Lan. Loài này được Rolfe mô tả khoa học đầu tiên năm 1892.